# Ван Пелт, Роберт Ян
Роберт Ян ван Пелт (нидерл. Robert Jan van Pelt; 15 августа 1955, Харлем, Нидерланды) — нидерландский и канадский писатель, историк архитектуры и исследователь Холокоста. Является один из ведущих экспертов по Аушвицу, постоянно выступает на темы, связанные с Холокостом и отрицанием Холокоста. Также получил известность как эксперт со стороны защиты во время судебного процесса, начатого писателем Дэвидом Ирвингом против историка Деборы Липштадт.

## Биография
Получил степени бакалавра гуманитарных наук по истории искусств и классической археологии и магистра гуманитарных наук по истории архитектуры и доктора философии по истории идей в Лейденском университете.
Принимал участие подготовке к реставрации королевского дворца в Нордейнде в Гааге.
С 1987 года — профессор Университета Уотерлу, где в разное время преподавал историю культуры Средних веков, Возрождения, Просвещения, XIX века, а также историю города и историю кино. В настоящее время является профессором истории культуры архитектурного факультета.
В 1994—1995 годы — сотрудник Мемориального фонда Джона Саймона Гуггенхайма.
В 2002—2004 годы — сотрудник факультета экологических исследований Университета Уотерлу.
Профессор Торонтского университета.

## Исследование Холокоста

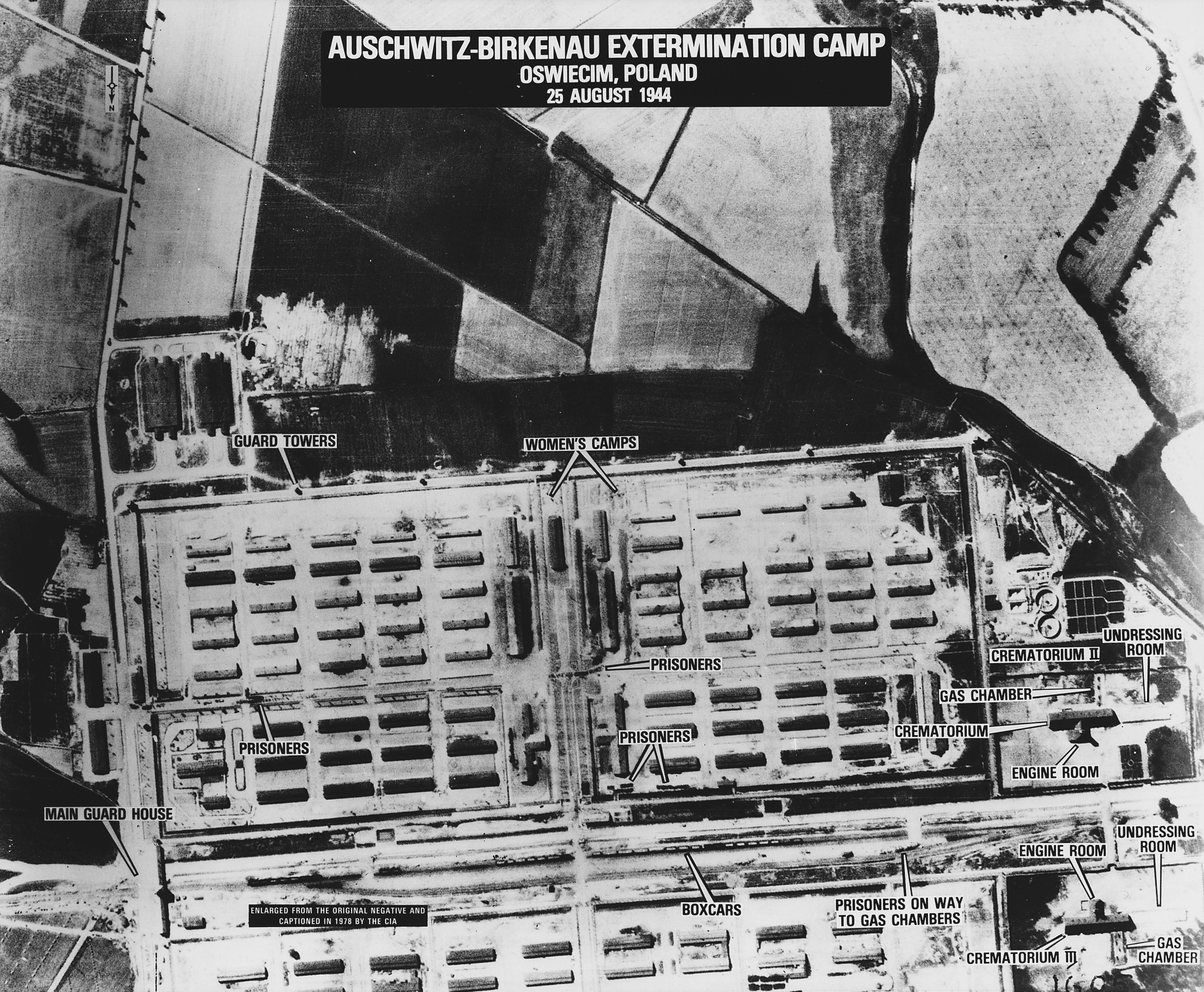
Фотография немецкого лагеря смерти в Аушвиц II Биркенау, сделанная воздушным разведчиком Военно-воздушных сил Армии США, 25 августа 1944 года. Видны крематории II и III.

Ван Пелт заинтересовался историей Холокоста с тех пор как начал изучать Храм Соломона, во время подготовки к защите под научным руководством Фрэнсис Йейтс докторской диссертации. Он был ошеломлён, когда впервые посетил архитектурный архив Аушвица, отметив, что это место вызывает чувство, что всё произошло здесь совсем недавно, и складывается «осязаемая действительность» (англ. tactile reality) того, как этот лагерь строился и с какой целью. Мысль о том, чтобы сделать Аушвиц отправной точкой для исследования Холокоста возникла у ван Пелта после того, как он решил включить комплекс одного из крематориев и газовых камер из Аушвиц II Биркенау в канон архитектурных классов Виргинского университета, что вызвало неоднозначные оценки. Ван Пелт был участником документального фильма американского кинорежиссёра-документалиста Эррола Морриса «Мистер Смерть», посвящённого отрицателю Холокоста Фреду Лейхтеру, где комментирует и критикует «отчёт Лейхтера» составленный в защиту Эрнста Цюнделя. В фильме ван Пелт высказывает мысль о том, что нацисты были первыми отрицателями Холокоста, поскольку посредством малопонятных эвфемизмов и терминологии, которым обозначали своё смертоносное оборудование, он пытались отрицать для самим себя то, что они совершали.
В успешном исходе судебного процесса Деборы Липштадт также имеется заслуга ван Пелта, выступавшего одним из четырёх известных международных экспертов по Холокосту, и в течение пяти дней защищавшего на перекрёстном допросе свой 770 страничный доклад по рассматриваемому судом вопросу.

## Писательская деятельность
Ван Пелт является автором пяти книг, две из которых написаны в соавторстве с Деборой Дворк. Кроме того ему принадлежат главы в двадцати книгах и им опубликовано тридцать статей. Также он выступал в качестве научного консультанта при исторической и драматической реконструкции событий в Освенциме в документальном телефильме Лоуренса Риза
«Аушвиц: нацисты и „окончательное решение еврейского вопроса“». Ван Пелт является автором предисловия к первому изданию на английском языке дневника погибшего в Аушвице еврейского студента из Нидерландов Давида Кокера.

## Награды
- National Jewish Book Award[англ.] (1996) за книгу Auschwitz: 1270 to the Present
- Spiro Kostof[англ.] Award (1997) от Общества историков архитектуры[англ.]
- Выдающийся профессор Университета Уотерлоу (2005)

## Киновоплощения
- Марк Гэтисс в фильме «Отрицание», Великобритания — США, 2016 год.